# چاه یعقوب

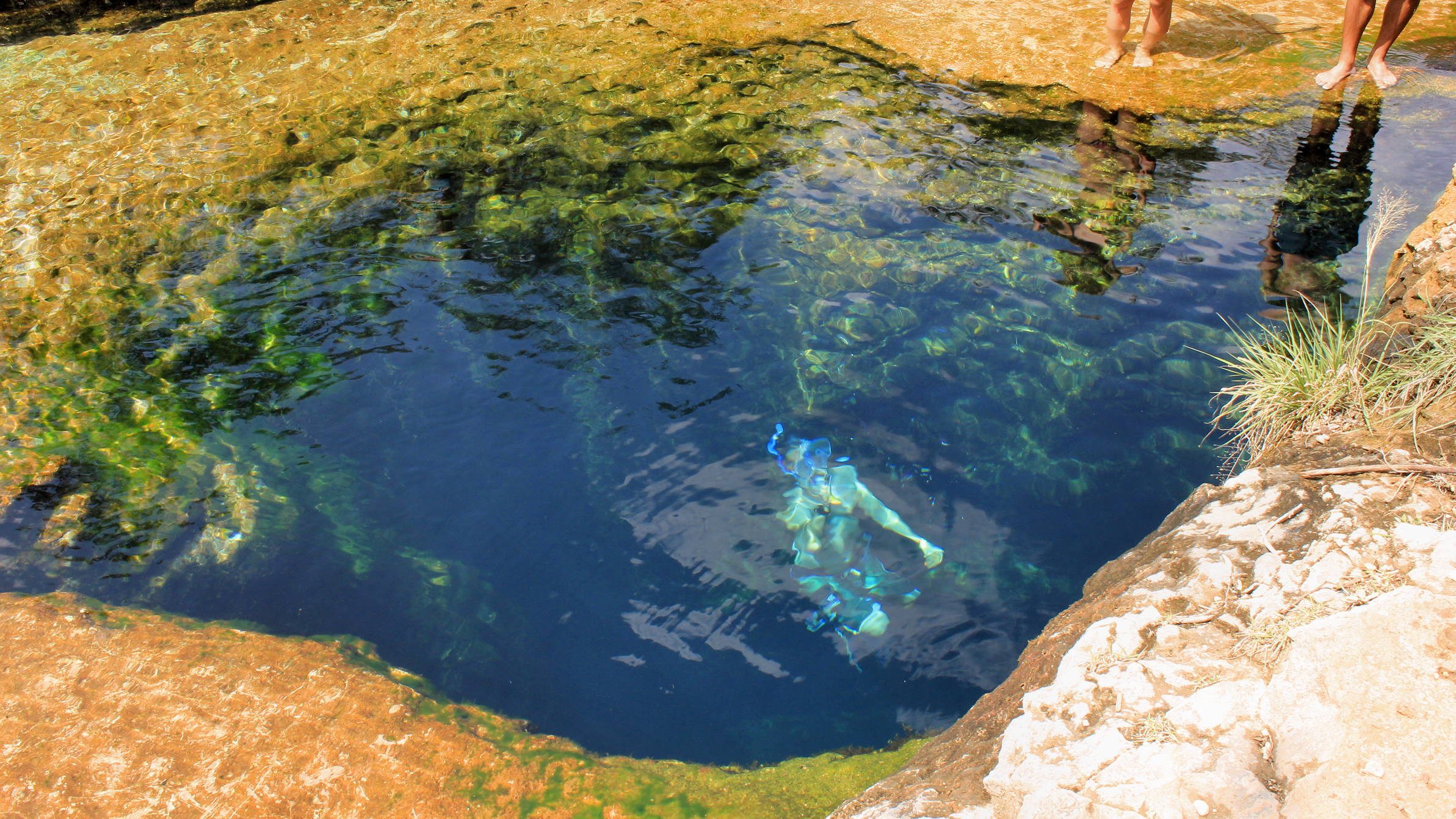
نمایی از چاه یعقوب تگزاس در آگوست ۲۰۱۵

چاه یعقوب (انگلیسی: Jacob's Well) نام حفره ای بزرگ با دهانهٔ ۴ متر و بسیار عمیق است که در منطقهٔ ویمبرلی تگزاس در کشور آمریکا قرار گرفته‌است.
چشمهٔ یعقوب برای اولین بار در سال ۲۰۰۰ خشک شد اما تلاش‌های زیادی برای احیای آن انجام شد که به نتیجه رسید.